# Lökö, Åland
Lökö är en ö i kommunerna Geta och Hammarland på Åland. Kommungränsen går i nord-sydlig riktning och delar ön i två ungefär lika stora delar.

## Naturreservat
Lökö naturreservat inrättades 1 maj 1997 och består av ett 10,07 hektar stort område på den hammarländska delen av ön. Syftet med naturreservatet är att bevara skärgårdsskog i naturtillstånd samt skydda landskapsbilden och växt- och djurlivet inom området.

## Geografi
Öns area är 3,68 kvadratkilometer och dess största längd är 2,8 kilometer i nord-sydlig riktning. Öns högsta topp är cirka 30 meter över havet.